# Série 29 SNCB
La série 29 de la SNCB (anciennement type 101) est la première série de locomotives électriques mise en service en Belgique.
Elles sont dérivées des BB 300 que la Compagnie du Chemin de fer de Paris à Orléans, a fait construire juste avant la Seconde Guerre mondiale.

## Histoire
Ces locomotives sont une déclinaison des premières BB 300 construites par Alsthom pour la France.
Leur premier usage fut la remorque de trains de marchandises et omnibus entre Anvers et Bruxelles puis Charleroi. Elles prirent également en charge la remorque des trains de voyageurs à vapeur dans la jonction nord-midi, dont la conception ne prévoyait pas une ventilation suffisante pour les steamers en fin de règne.
Leur vitesse commerciale peu compatible avec la desserte voyageurs, et l'intensité du trafic les limitera essentiellement à ces missions durant toute leur carrière. Il fut même question de les retirer du service au milieu des années 1970. Elles furent toutefois conservées à la faveur de leur fiabilité avant d'être radiées au plus tard en 1983.
En fin de carrière, elles étaient réservées aux trains de marchandises lents ; certaines assuraient la remontée des rames de voyageurs entre les quais et les faisceaux de plusieurs grandes gares (Bruxelles-Midi, Ostende…).
La SNCB a conservé les 2912 et 2913. La 2912 a été rénovée en livrée à deux tons de vert et bandes de visibilité jaunes, mais n'est plus opérationnelle. L'état de la 2913 est assez préoccupant.
La locomotive 2912 (ex 101.012) est, depuis septembre 2010, exposée au "Musée du Chemin de fer à Vapeur de Treignes".

## Livrées
- Ces locomotives sont sorties d'usine en livrée à deux tons de vert séparés par un liseré noir. Le matricule, à six chiffres, était disposé au-dessus du phare avant gauche.
- Très vite, pour améliorer leur visibilité, des bandes de visibilité stylisées (appelées "moustache") ont été ajoutées sur les faces avant. De part et d'autre d'un motif en trapèze se trouvaient des ailes constituées de trois bandes jaunes. À cette occasion, le matricule déménage vers le bas, au centre.
- À partir des années 1950-1960, la livrée est simplifiée avec un seul ton de vert (le vert foncé issu de la livrée bicolore).
- En 1971, la SNCB adopta une nouvelle immatriculation à quatre chiffres, en caractères plus grand. Une livrée transitoire est réalisée en effaçant le centre de la moustache jaune afin d'y inscrire le numéro.
- Une livrée définitive, moins crue, apparaît dans les années 1970. Calquée sur les locomotives série 22 à 25, elle est unicolore (vert foncé) avec un liseré blanc sur les flancs qui se prolonge, sur les faces avant, par un motif en V arrondi.
- Sur la plupart des locomotives, les pare-brises d'origine ont été remplacés par trois baies agrandies, aux angles arrondis tandis que des doubles phares sont installés en remplacement des phares simples[Quand ?].

## Modélisme
La série 29 a été reproduite à l'échelle HO par la firme autrichienne Roco qui l'a aussi reproduite dans son ancienne immatriculation type 101. L'artisan Bonge a aussi reproduit la type 101 sous forme d'une caisse en résine monté sur un châssis Rivarossi.

## Nouvelles HLE 29 Bombardier
Ce numéro de série a été réutilisé par la SNCB pour numéroter les 5 Traxx F 140MS du type E186 (186 346 à 350) prises en leasing par B-Cargo auprès d'Alpha Trains comme les nouvelles HLE 28.
Ces locomotives sont destinées à la traction, en pool avec ECR, des trains de marchandises entre la Belgique et la France.

## Galerie d'images

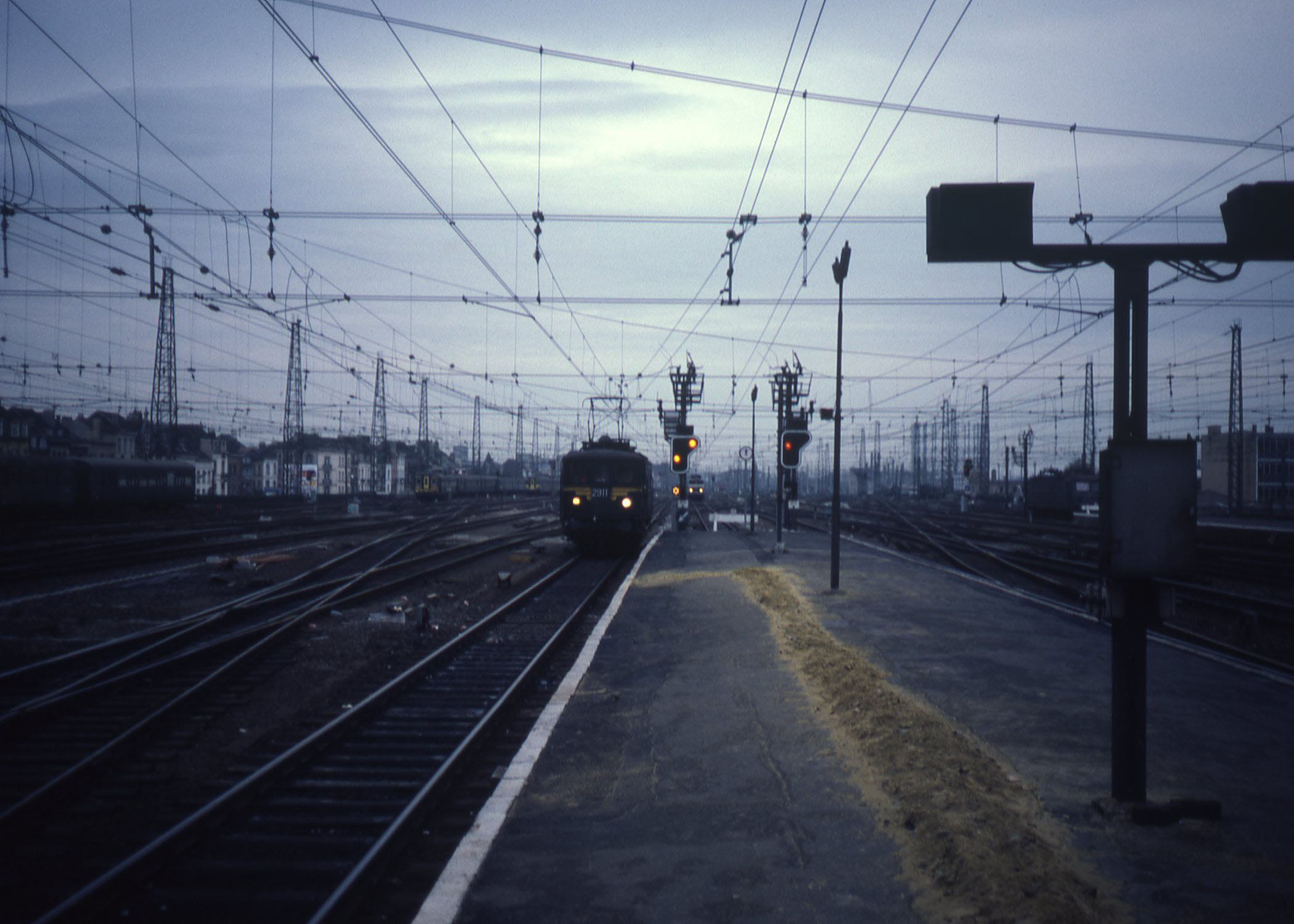
La 2911 (livrée transitoire) à Bruxelles-Midi en 1982.
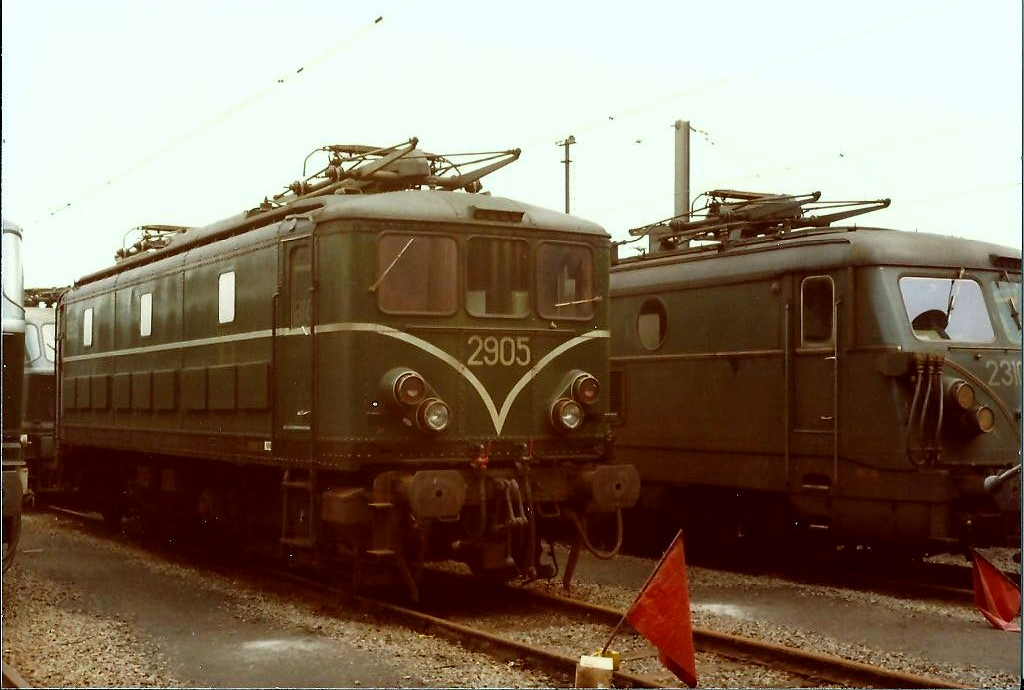
La 2905 au dépôt de Ronet. Livrée finale et pare-brises agrandis.
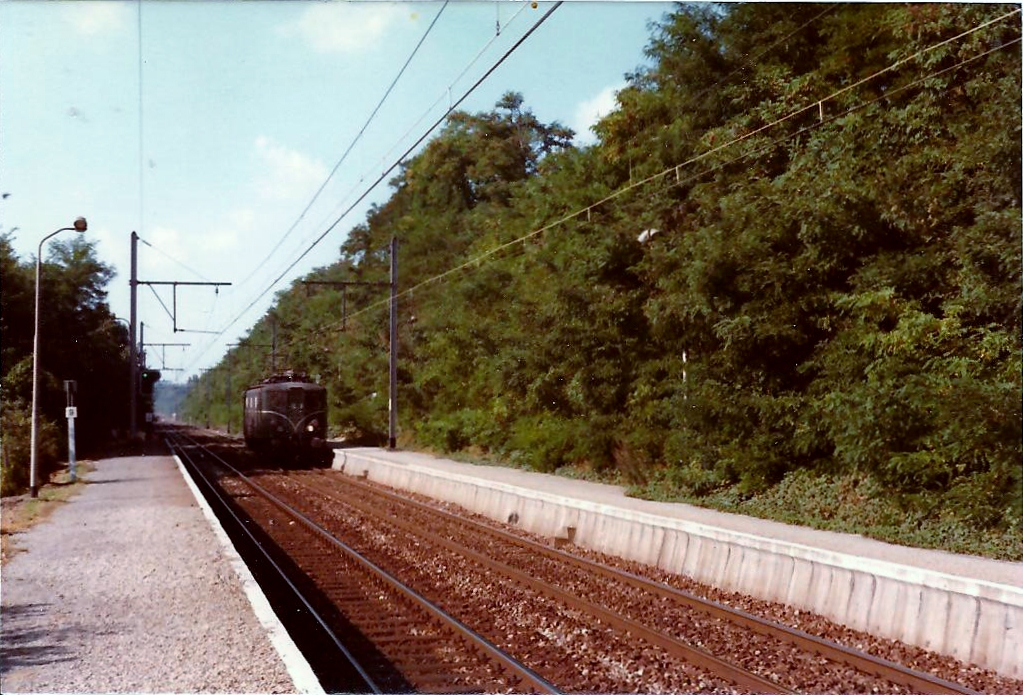
Locomotive non identifiée traversant à vide la gare de Saint-Job.